# Christian Kieckens
Christian Kieckens (Aalst, 24 januari 1951 - Brussel, 11 mei 2020) was een Belgisch architect, fotograaf en docent.

## Loopbaan
Kieckens behaalde in 1974 zijn diploma architectuur aan Sint-Lucas te Gent, samen met verwante architecten als Marie-José Van Hee, Marc Dubois en Paul Robbrecht. Van meet af aan speelde hij een belangrijke rol in de architectuurwereld in België, als architect en pedagoog, maar ook als gangmaker in de kunst en cultuur. Met Robbrecht & Daem, Stéphane Beel en Wim Cuyvers wordt hij gerekend tot de Nieuwe Eenvoud, een minimalistische Vlaamse architectuurstroming die zich richt op bouwwerken die gereduceerd zijn tot hun noodzakelijke essentie. In zijn eigen woorden: "Architectuur ontwerpen waar elk onderdeel noodzakelijk is. Niets meer, maar ook niets minder".
Hij was medeoprichter en drijvende kracht van de Stichting Architectuurmuseum (1983-1992). Hij leidde sinds 2002 zijn architectenbureau Christian Kieckens Architects in Brussel. Kieckens was tevens hoogleraar onder andere aan de Artesis Hogeschool Antwerpen, de TU Eindhoven (1999-2002) en architectuuropleidingen in Breda, Arnhem (?-2016) en Maastricht (2017-2020).
Hij won de Godecharleprijs voor Architectuur (1981) en de Vlaamse Cultuurprijs voor Architectuur (1999). In 2017 werd hij met een retrospectieve geëerd, die plaats vond in de Singel onder de naam "Het huis, de mens en het archief".

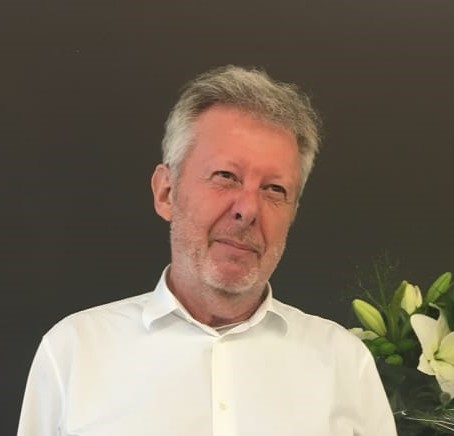

Christian Kieckens overleed onverwacht in 2020 op 69-jarige leeftijd. De crematie, in verband met de coronapandemie met slechts vijftien personen, vond plaats in het door hemzelf ontworpen crematorium Daelhof in Zemst-Eppegem.

## Oeuvre (selectie)

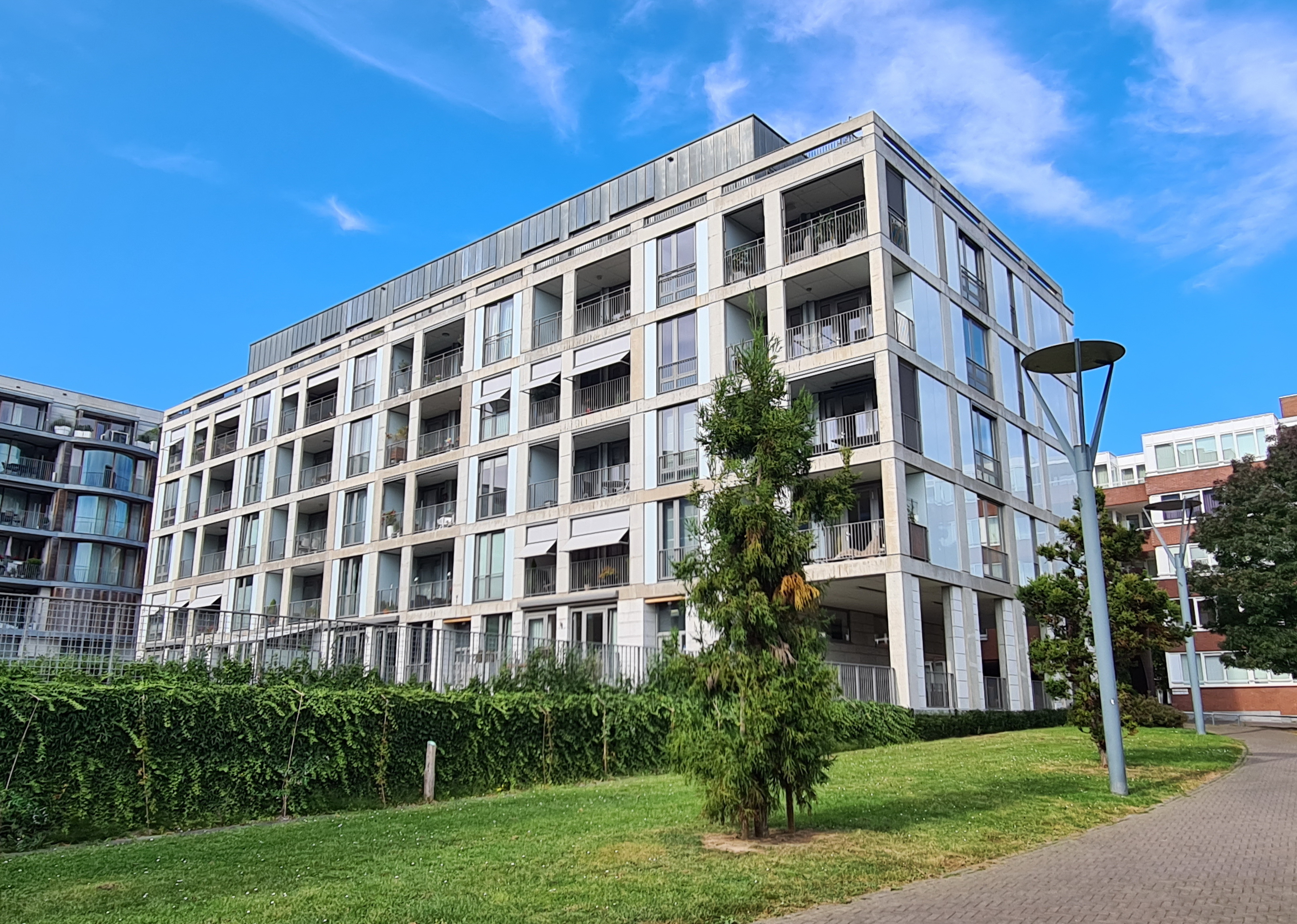
Woongebouw Allogio Giardino, Maastricht

- 1998: drukkerij Sanderus, Oudenaarde
- 1999-2010: appartementengebouw Maastricht-Céramique
- 2003-2008: woongebouwen Bergen op Zoom
- 2005: woning Van Hover - De Pus, Baardegem
- 2008-2013: herinrichting Stationsplein Aalst
- 2009: Kortrijk Xpo
- 2011-2015: crematorium Daelhof Zemst
- 1996-1998: studentencentrum Tilburg University
- Brug in Brugge